# Grant (Nebraska)
Grant település az Amerikai Egyesült Államok Nebraska államában, Perkins megyében, melynek megyeszékhelye is. Lakosainak száma 1197 fő (2020. április 1.).

## Népesség
A település népességének változása:

| 2010 | 1 165 |
| 2020 | 1 197 |